# Herbert Klaeren

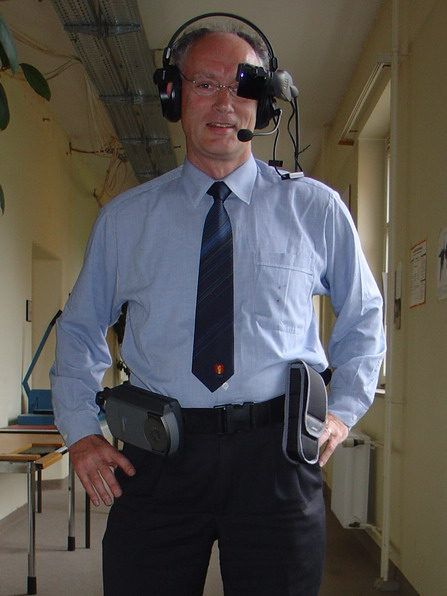
Herbert Klaeren mit wearable PC (Xybernaut MA-IV)

Herbert Klaeren (* 23. November 1950 in Gerolstein/Eifel) ist ein deutscher Informatiker. Von 1988 bis 2014 lehrte und forschte er als Professor für Praktische Informatik an der Eberhard Karls Universität Tübingen.
Klaeren erwarb 1974 sein Diplom in Mathematik mit dem Nebenfach Informatik an der Rheinischen Friedrich-Wilhelms-Universität Bonn. An der RWTH Aachen wurde er 1980 mit der Dissertationsschrift Eine Klasse von Algebren mit struktureller Rekursion und ihre Anwendung bei der abstrakten Software-Spezifikation zum Dr. rer. nat promoviert. Acht Jahre später habilitierte er sich ebenfalls an der RWTH Aachen mit der Schrift Ein algebraischer Ansatz zur Rekursionselimination.
1975 war Herbert Klaeren für ein Jahr Forschungsassistent an der Universität Bonn, dieselbe Tätigkeit führte er 1976 bis 1988 an der RWTH Aachen aus. 1988 wurde er zum Professor für Informatik an die Eberhard Karls Universität Tübingen berufen. Zum 1. April 2014 trat er in den Ruhestand. Er betreibt die Firma Professor Klaeren Softwaretechnik.

## Veröffentlichungen (Auswahl)
- Algebraische Spezifikation. Eine Einführung. Springer, Berlin 1983, ISBN 3-540-12256-7.

- (mit Michael Sperber): Vom Problem zum Programm. Architektur und Bedeutung von Computerprogrammen. 3. Aufl. Teubner, Stuttgart 2001, ISBN 3-519-22242-6.

- Viren, Würmer und Trojaner. Streifzüge durch die Computerwelt. Klöpfer & Meyer, Tübingen 2006, ISBN 978-3-937667-72-0.

- (mit Michael Sperber): Die Macht der Abstraktion. Einführung in die Programmierung. Teubner, Wiesbaden 2007, ISBN 978-3-8351-0155-5.

- (mit Michael Sperber):  Schreibe dein Programm! Einführung in die Programmierung. Tübingen Library Publishing, Tübingen 2024, ISBN 978-3-947251-88-9